# Metrichia neotropicalis
Metrichia neotropicalis är en nattsländeart som beskrevs av Schmid 1958. Metrichia neotropicalis ingår i släktet Metrichia och familjen smånattsländor. Inga underarter finns listade i Catalogue of Life.